# اورينوكو الخارق
اورينوكو الخارق (بالفرنسية: Le Superbe Orénoque)، (بالإنجليزية: The Mighty Orinoco) رواية من تأليف الروائي جول فيرن صدرت عام 1898. وهي جزء من سلسلة "رحلات غير عادية"